# 郑州市宇华实验学校
郑州市宇华实验学校（原名北京大学附属中学河南分校）是2001年创建的位于河南郑州航空港经济综合实验区的一所完全中学。
该校创建之初是河南省人民政府与北京大学省校合作协议中的重点项目，属于宇华教育集团旗下的民办中学，为河南省示范性普通高中。学校毗邻新郑国际机场，占地218亩，建筑面积9万平米；现有在校生5000多人，教职工500余人。
2016年8月19日，该校更名为“郑州市宇华实验学校”。

## 简介
从2004年至2014年的高考中，学校共培养出10名河南省、郑州市高考状元，累计有239名学生考入北京大学、清华大学和香港大学（2009年22人、2010年32人、2011年35人、2012年34人、2013年27人、2014年18人），连续四年考入北大、清华、港大总人数位列全省第一位。
在当地教育局进行的2019年度民办中小学办学情况检查中，该校被认定为“不合格单位”。
2022年，该校初中部停止招生。

## 学校文化
- 校训：“孝敬、诚信、勤奋、创新”[4]
- 德育思路：“富家寒教”、“铁纪柔情”
- 新课堂教学模式：“以学生为主体、以教师为主导”
- 优良学风：“自主学习、自主管理”

## 荣誉
- 中国百强中学
- 河南省示范性普通高中
- 郑州市示范性高中
- 河南省民办教育先进单位
- 全国教育网络系统示范单位
- 全国心理辅导特色示范学校
- 全国学校管理机制研究实验学校

## 相关事件

### 组织学生体验抗美援朝作战条件
2021年10月14日，学校组织学生观看电影《长津湖》。在电影结束后，组织学生吃冻土豆、炒面粉，以还原抗美援朝时的中方作战条件。该事件在微博引起热议。
支持的网友认为，校方的做法是一场很好的爱国主义教育，能够在和平年代体验一下前辈作战的艰辛与不易，有忆苦思甜的作用；
反对的网友认为，该行为作秀成分大、存在形式主义；
校方回应称，食物由食堂制熟后冷冻，不存在卫生问题，本意是在保证卫生的情况下进行一场爱国教育，不希望争论的声音影响学校日常的教学工作。